# Zsolnay porcelángyár

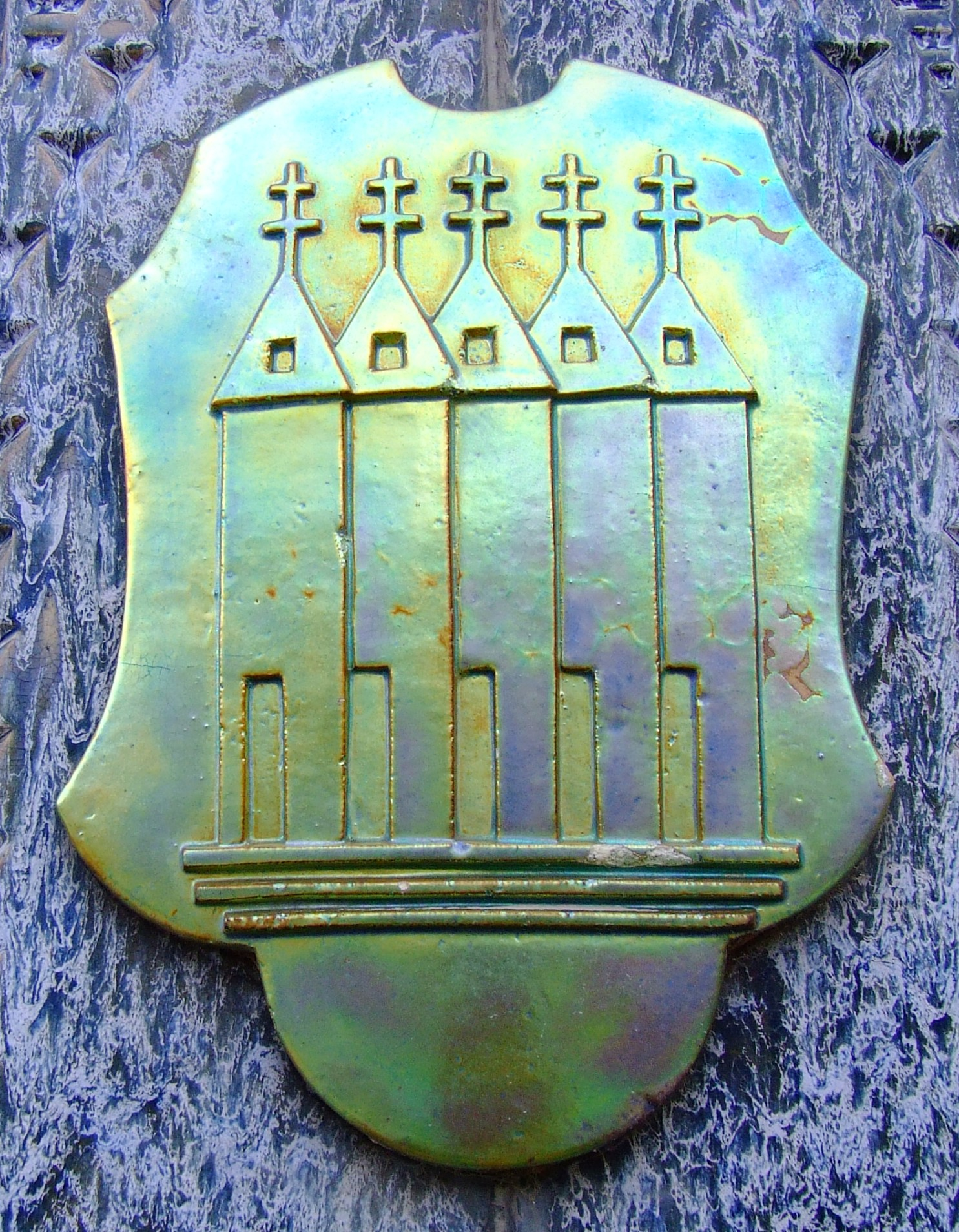
A gyár védjegye a Zsolnay-kút oldalán, melyet Zsolnay Júlia tervezett apjának

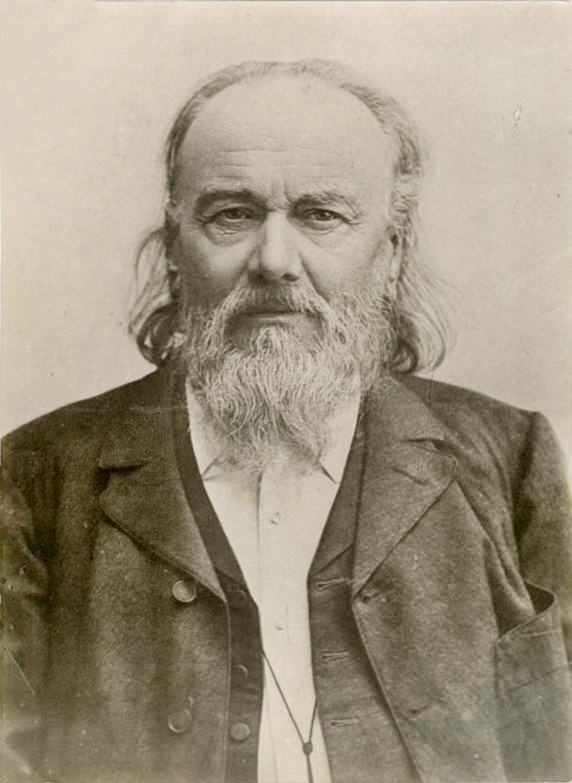
A gyáralapító Zsolnay Vilmos

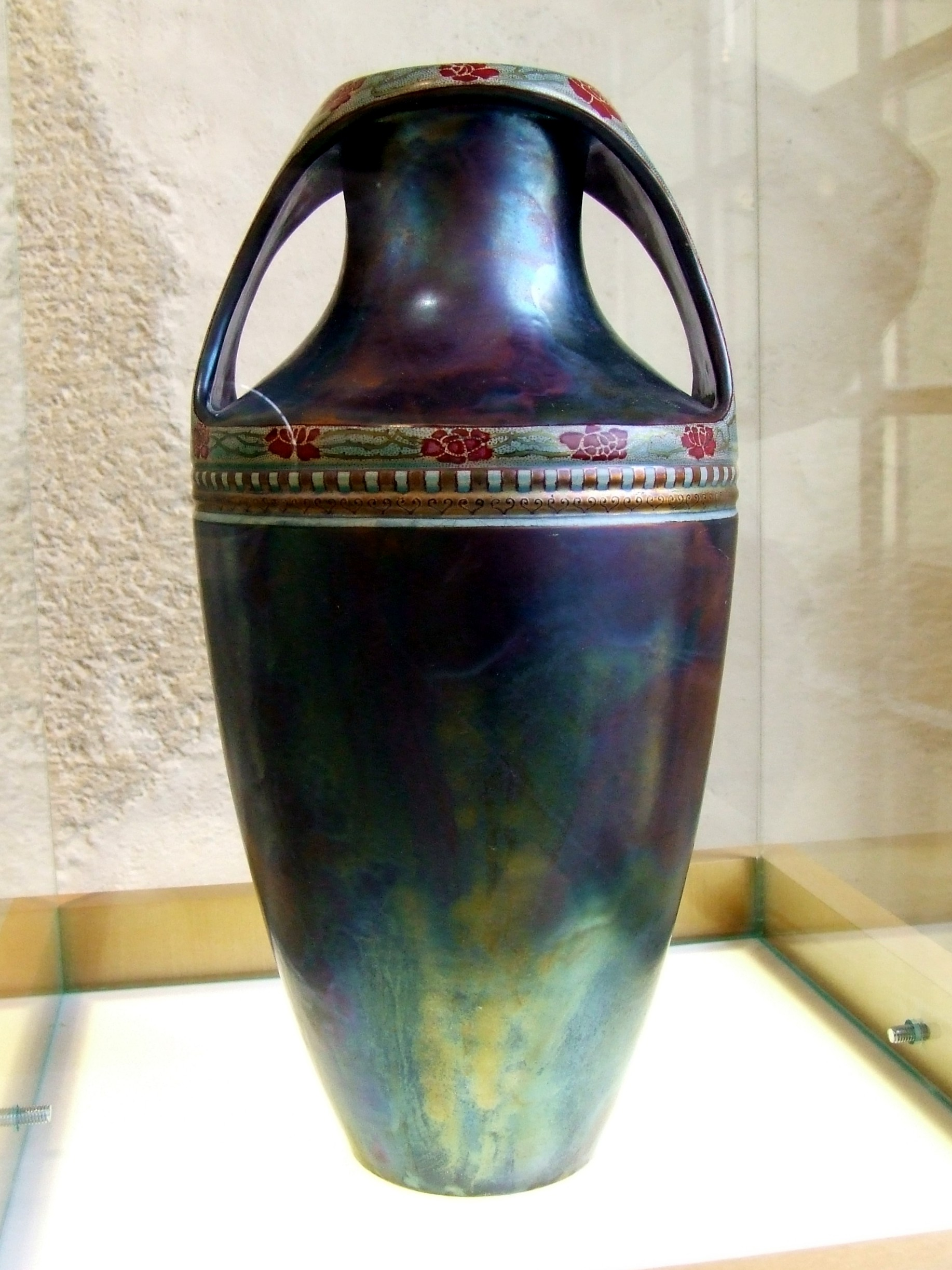
Eozin máz Apáti Abt Sándor vázáján, a pécsi Zsolnay Múzeumban

A pécsi Zsolnay porcelángyár a magyar ipar történetének kiemelkedő, egykor külföldön is jó hírű szereplője. Fénykorát a századfordulón élte, amikor a Kárpát-medence teljes területére szállított építészeti kerámiát, dísztárgyait és porcelánkészleteit pedig (részben a saját fejlesztésű eozinnak köszönhetően) sorra díjazták a világkiállításokon.
A néhai gyár területén a 2010-es Európa kulturális fővárosa évad részeként új városrészt alakítottak ki Zsolnay Kulturális Negyed néven.
A területen működik a Zsolnay védjegyek jelenlegi jogosultja, a Zsolnay Porcelánmanufaktúra Zrt. is.

## Története

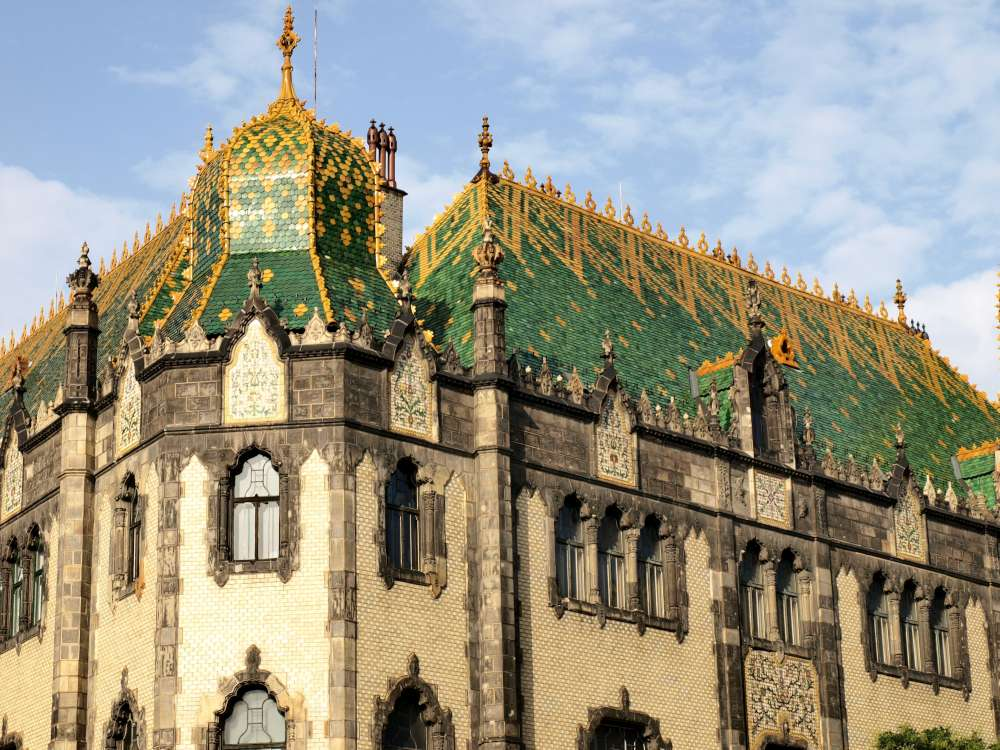
Az Iparművészeti Múzeum Budapesten

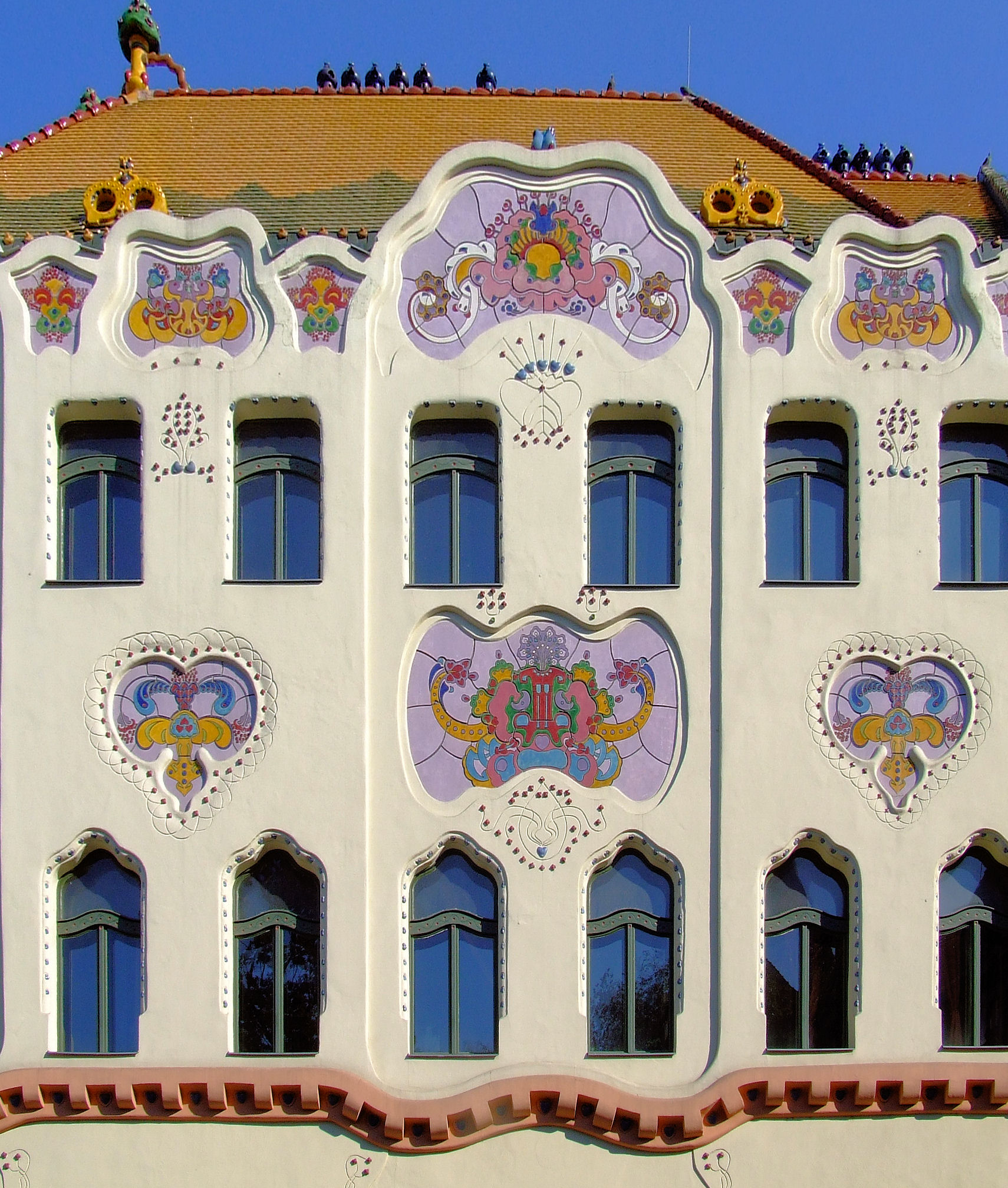
A gyárban készített majolika díszítés a kecskeméti Cifrapalotán

### A kezdetek
Zsolnay Miklós 1852-ben alapította meg a tönkrement lukafai keménycserép manufaktúra berendezéseiből a gyár elődjét, a Zsolnay Keménycserép Manufaktúrát, amit 1854-ben idősebb fia, Ignác nevére íratott. Zsolnay Ignác 10 évig vezette a kezdetlegesen felszerelt, kézi erőre berendezett üzemet. A csupán helyi piacra termelő, nyolc–tíz, a kereskedelmi tömegáruk versenyétől elszegényedett fazekast foglalkoztató üzem kőedényeket, épületkerámiákat és vízvezetékcsöveket gyártott. A tőkehiánnyal küszködő, fejlesztést és gépesítést nélkülöző műhely nem bírta a piaci versenyt. Az elárverezéstől Zsolnay Vilmos mentette meg az üzemet, amikor 1865-ben átvette a vezetést Ignác bátyjától. Ő fejlesztette az üzemet világhírű gyárrá.

### Felvirágzás
Zsolnay Vilmos addig kísérletezett különféle agyag- és mázfajtákkal (1866-ban megkezdett jegyzetfüzetében 80 helyi és környékbeli agyagfajtát sorol fel), amíg az ország első művészi kerámiát gyártó üzemévé nem fejlesztette az egykori kisüzemet. A gyár első elismerését az európai kerámia seregszemléjének tekintett 1873-as bécsi világkiállításon érte el. Zsolnay Vilmost az uralkodó Ferenc József-renddel tüntette ki, emellett bronzérmet és elismerő oklevelet nyert. A Zsolnay-porcelánokra szép számú külföldi megrendelés érkezett, például Angliából, Franciaországból, Oroszországból, Amerikából, Svájcból, Ausztriából, Japánból,...
1870-es évek közepén a 15-20 munkást foglalkoztató gyár fejlődésében a külföldi szakembereken kívül a Zsolnay család tagjainak is része volt. Mind Vilmos, mind gyerekei: Teréz, Júlia, Miklós folyamatosan részt vettek a termékek minőségének javításában, a kínálat bővítésében, tartották a kapcsolatot vevőikkel. (Az üzem annyira a család életének részévé vált, hogy a gyár területén építtették fel a lakóházaikat is – ezek ma a Zsolnay Kulturális Negyed részeként kiállításoknak adnak otthont.) Zsolnay Vilmos szívós kitartásának eredményeként az elefántcsontszínű máz és a magastüzű díszítés tökéletes technikájával a gyár felzárkózott az európai kerámiagyártó üzemek élvonalához.
1874-től az 1880-as évek végéig a Zsolnay Teréz és Zsolnay Júlia által tervezett magyaros és perzsa stílusú díszítmények voltak a Zsolnay legjellegzetesebb mintái. Az 1878-as párizsi világkiállítás a tőkeszerzés mellett egyben a megméretés lehetőségét is kínálta. A siker hatalmas volt: a Zsolnay-kerámiák elnyerték a kiállítás aranyérmét, a „Grand Prix”-t, Zsolnay Vilmos pedig megkapta a Francia Becsületrendet. A sikert a gyár új kerámiája, a porcelánfajansz hozta meg. A kiállításnak köszönheti a gyár első, rendszeressé vált külföldi üzleti kapcsolatát. Itthon a korszak legkiválóbb építészeivel dolgoztak együtt: időtálló, luxus és nemes anyagot az úgynevezett pirogránit kerámiát szállítottak a legjelentősebb építkezések épületdíszítéshez, tetőfedéshez (mint például a budavári Mátyás-templom, az Iparművészeti Múzeum, a Magyar Állami Földtani Intézet, a kecskeméti Városháza, az Országház, az új Műcsarnok).
1885-ben a Budapesti Általános Országos Kiállításon Zsolnay Vilmos összegző jelleggel felvonultatta addigi munkásságának minden eredményét:
- különböző máztechnikákkal készült kerámiákat,
- népi motívumokkal díszített fazekasárukat,
- finom mívű díszkerámiákat,
- majolikaképeket
- bútorbetétnek gyártott csempéket,
- falburkoló és egyéb, építészeti kerámiákat.

A gyár jellegzetes termékének számító eozin mázat gubbiói kerámiák mázát elemezve, azt rekonstruálva állították elő. Az első ilyen termékeket 1891-ben, a Budapesti Agyagipari Tárlaton mutatták be, majd 1893-tól gyártották üzemszerűen – elsősorban a szecessziós stílusú kerámiák bevonataként.
1900 márciusában, apja halálakor Zsolnay Miklós vette át a gyár vezetését. A képzett, több nyelven beszélő, művelt üzletember a kapacitás maximális kihasználtságát és az elérhető legnagyobb nyereséget célozta meg. Miklós irányításával az ipari termelés került túlsúlyba. Míg 1880–1894 között a Zsolnay a melbourne-i, kolumbiai, chicagói, San Franciscó-i világkiállításon is nagy feltűnést keltett historizáló dísztárgyaival, a 20. század első két évtizedében tengerentúli kiállításon csupán egyszer, Saint Louisban szerepelt. Megrendelései a már meglévő kapcsolataira épültek; főleg Párizsba, Szentpétervárra, Milánóba, Londonba, Faenzába, Torinóba és Brüsszelbe szállítottak.

## A világháborúk okozta nehézségek és átalakítások

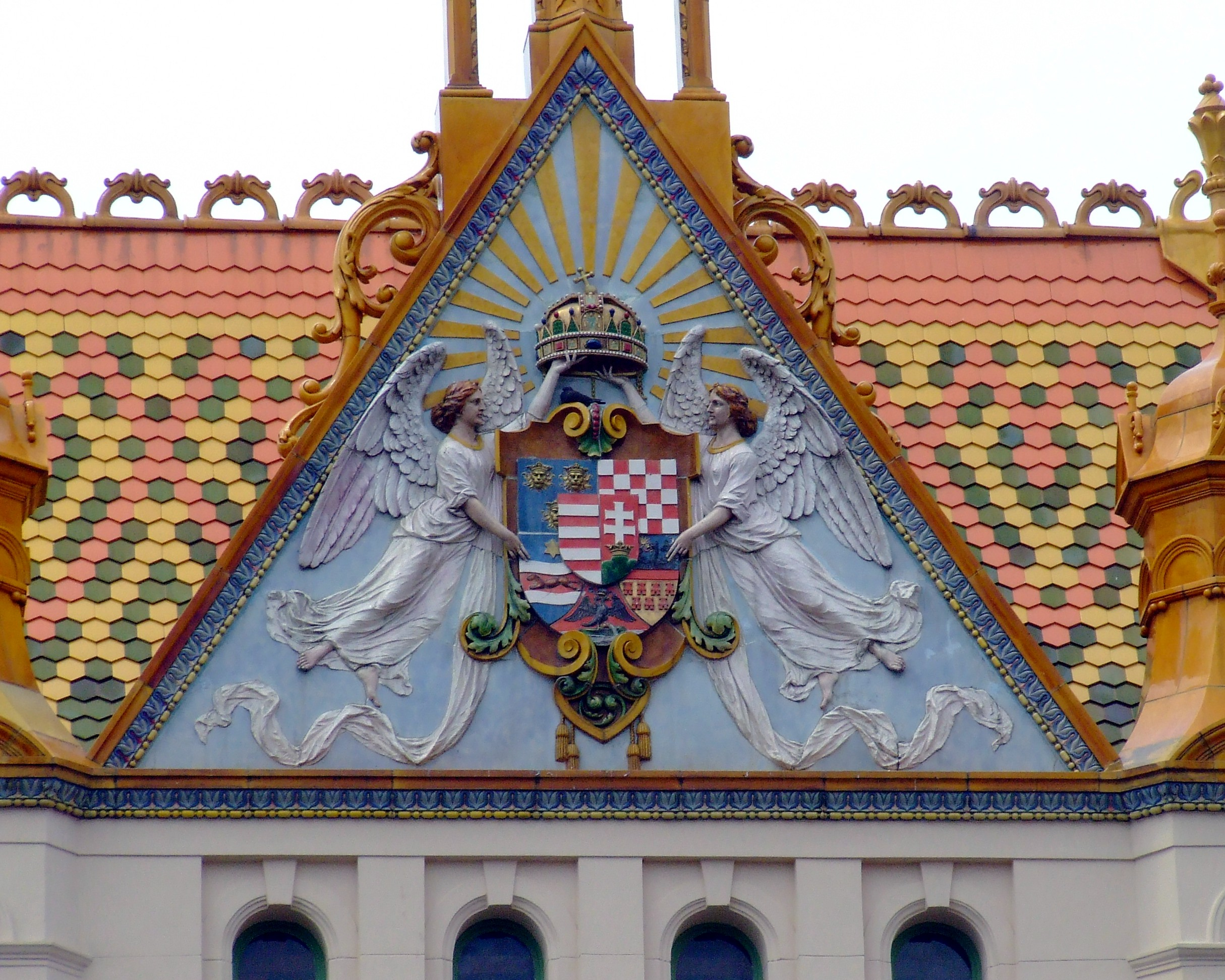
Magyar címer a pécsi Postapalota homlokzatán. A Zsolnay-gyárban készült alkotás Apáti Abt Sándor (1870–1916) és Mack Lajos (1876–1963) munkája

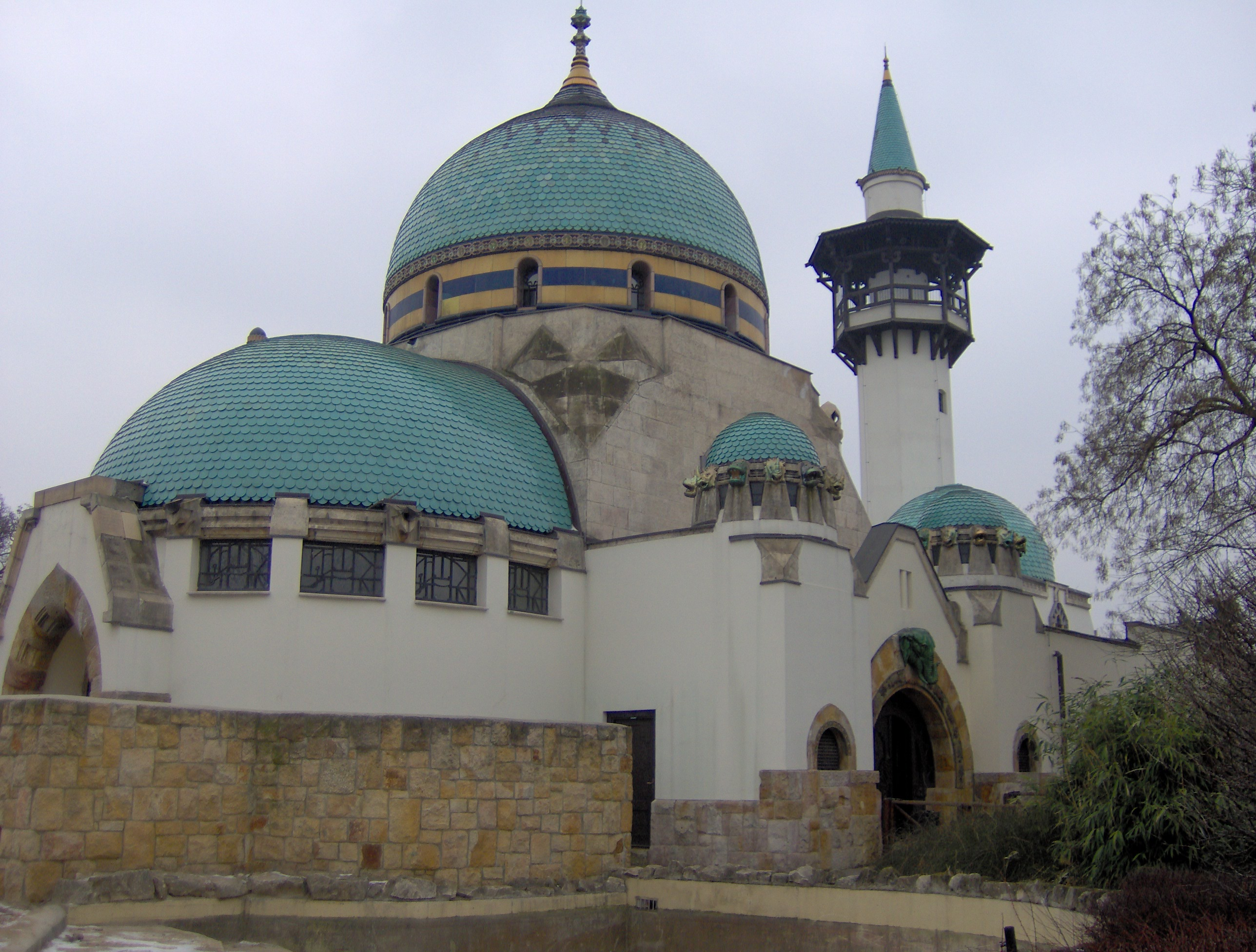
Fővárosi Állat- és Növénykert, Elefántház

Az első világháború alatt a díszáru- és az építészeti kerámiagyártás szinte teljesen megszűnt; helyette csak a hadi célokat szolgáló ipari porcelánt, főként elektromos szigetelőket gyártottak. A háború utáni általános válság és elszegényedés, a nyersanyagforrások elvesztése, az új politikai és vámhatárok meghúzása a Zsolnay-gyárat is nagyon rosszul érintette. Mindezt tetézte Zsolnay Miklós folyamatosan elhatalmasodó betegsége.
1922-ben, Miklós halála után örökösök vették át a gyárat. A háború utáni lassú kibontakozás teljes átszervezéssel, a villamosítás tervszerű kiépülésével és a porcelánfajansz gyártásának megszüntetésével, illetve a porcelángyártás bevezetésével kezdődött. Mivel a fennmaradás kulcsa a porcelánra átállás volt, a porcelán szigetelők mellett az étkezési porcelánedények gyártását is megkezdték.
Az 1929–33-as világgazdasági válság következtében a gyár termelése a felére esett vissza (200 dolgozót bocsátottak el, a heti munkaidőt 3 napra csökkentették). Az üzem csak az 1930-as évek második felében érte el azt a szintet, amivel a hazai és a külföldi kereskedelemben is versenyképessé vált. A második világháború alatt a termelés ismét visszaesett, majd szünetelt, a pesti gyárat bombatalálat érte. A romok eltakarítása, az újbóli üzembe állítás után a gyárat 1948-ban államosították.

## Az államosított gyár és a név visszaszerzése
Az állami vezetés első éveiben a háború alatt üzemen kívül helyezett épületek felújítását és a termelés folyamatosságának biztosítását célozták meg. Az első ötéves terv idején főleg ipari porcelánt gyártott az akkori nevén Pécsi „Zsolnay” Porcelángyár Nemzeti Vállalat. A villamosítás és iparfejlesztés igényeinek kielégítésével 1953-ban újra megkezdték a használati edény- és díszmű porcelán gyártását, illetve hozzáfogtak a pirogránit modern stílusának kialakításához. 1955-ben újraindult a kályha- és épületkerámia gyártás. A gyár 1963-ban elvesztette önállóságát. Finomkerámia-ipari Országos Vállalat Pécsi Porcelángyára elnevezés mellett közvetlenül irányított gyáregységgé minősült vissza. A Zsolnay nevet és márkát a gyár 1974-től Mattyasovszky-Zsolnay Margittal történt megállapodás alapján használta ismét. Az önállóságát 1982-ben visszanyerő gyár a fejlesztés fontos lépéseként növelte az edénygyártás mennyiségét. A díszáruk iránti hazai kereslet fokozatos növekedésével párhuzamosan nyíltak meg a márkaboltok és a Zsolnay gyár exportügyletei egyre több országra (Anglia, Ausztria, Olaszország, NSZK, Dánia, Finnország, Svédország, Görögország, Japán, Dél-Korea, Irak, Irán) terjedtek ki. 1986-ban tervezőkollektíváját SZOT-díjjal jutalmazták.

## Privatizáció, tulajdonosváltások
Az 1991 végén részvénytársasággá alakult gyárat 1995-ben privatizálták, fő tulajdonosa a Magyar Befektetési és Fejlesztési Bank (MBFB) lett. Az új tulajdonos célul tűzte ki a történelmileg is jelentős, nagy hagyományokkal rendelkező gyár nyereségessé tételét a termékszerkezet megváltoztatása nélkül.
1999. szeptemberében a Zsolnay Porcelángyár Rt. három különálló céggé vált szét.
1. A Zsolnay Porcelángyár Rt. feladata a tulajdonában lévő épületek bérbeadása, alapanyag- és energiaellátás maradt.
2. A Zsolnay Porcelánmanufaktúra Rt.-ben készültek a porcelánedény és -díszáru, az eozin és a pirogránit tárgyak.
3. A Zsolnay Örökség Kezelő Kht. a gyár területén található műemlékek és műemlék jellegű ingatlanok kezeléséért és felújíttatásáért felelt.

Mindhárom társaság a volt Zsolnay Porcelángyár Rt. telephelyén kezdte meg működését, az ÁPV Rt. tulajdonában.
A kétezres években a rossz anyagi helyzetben lévő Zsolnay Porcelánmanufaktúra Rt. tulajdonosváltások során esett át; a tulajdonjog 2006 elején az ÁPV Zrt.-től térítésmentesen, de másfél milliárd forintos hitelállománnyal került a pécsi önkormányzat tulajdonában levő Pécs Holding Zrt.-hez.
A Pécs Holding Zrt. végül új pályázatot írt ki a tulajdonjogra, amelyet egyetlen indulóként a Magyarországon élő, szír származású és svájci állampolgárságú üzletember, Bachar Najari nyert meg. 2013. február 15-én Bachar Najari és Pécs képviselői aláírták a szerződést.

## Jelen és jövő
A Zsolnay Porcelángyár a pécsi önkormányzat tulajdonába került, területén a 2010-es Európa kulturális fővárosa egyik kulcsprojektjeként kulturális negyedet alakított ki. A tervezésre kiírt nyílt, nemzetközi tervpályázatot az MCXVI Építészműterem nyerte meg, Csaba Katalin, Herczeg László és Pintér Tamás János felelős tervezők vezetésével. A terület nagysága és a feladat komplexitása miatt a negyeden 12 építésziroda dolgozott. Magyarország legnagyobb alapterületű iparműemlék-felújítása szakaszosan készült el, az átadások 2010-től 2012-ig húzódtak. A Zsolnay Kulturális Negyed területén megnyílt több kiállítás, ide költözött a Bóbita Bábszínház, a Pécsi Galéria és a Pécsi Tudományegyetem több tanszéke, valamint látványmanufaktúrát, planetáriumot és vendégházat is kialakítottak.

## Gyűjtemények a gyár termékeiből
A korábbi egyetlen szakmúzeum, a Káptalan utcában működő Zsolnay Múzeum mellett a kulturális negyed területén álló Sikorski-házban nyílt meg Gyugyi László, az Amerikai Egyesült Államokban élő műgyűjtő kollekcióját bemutató tárlat, „Gyugyi-gyűjtemény – A Zsolnay Aranykora” címmel. Emellett 2011-ben Winkler Barnabás budapesti építész-műgyűjtő kollekciója is idekerült a gyár korai korszakából származó rózsaszínű porcelántárgyakkal. 2012 áprilisában pedig ugyancsak a kulturális negyed területén, a beruházás záróelemeként megnyitott a család- és gyártörténeti kiállítás is.
A Budapesten található ResoArt Villa egy magángyűjtemény otthona. A Resonator Kulturális és Művészeti Alapítvány által kezelt Zsolnay gyűjtemény közel 1000 darabból áll, gerincét az 1870-es évek közepétől a századfordulóig tartó historizmus stílusperiódusában készült műtárgyak alkotják. A gyűjtemény Szabó András műgyűjtő magángyűjteménye, amely az 1870-es évektől az 1920-as évek végéig készült díszkerámiákon keresztül mutatja be a Zsolnay márkanév történetét.
Az évtized iparművészeti szenzációjaként szerepelt a Virág Judit Galéria 2013. december 15-ei árverésén az 1906-os milánói világkiállítás egyik sztárdarabja, az egyméteres Zsolnay-váza, amely több mint száz év után bukkant fel ismét a műtárgypiacon. A nagyméretű, eozinmázas vázát Apáti Abt Sándor, a Zsolnay-gyár egyik leghíresebb kerámiaművésze tervezte azzal a céllal, hogy a gyár bemutathassa: a durva, nehezen formázható anyagnak tartott pirogránitból is tud reprezentatív műtárgyakat készíteni. A váza egyike az 1906. augusztus 3-án a magyar pavilonban kitört tűzvészt túlélt kevés magyar műtárgynak. A vázát a Zsolnay Múzeum 19 millióért vette meg.

## Képgaléria

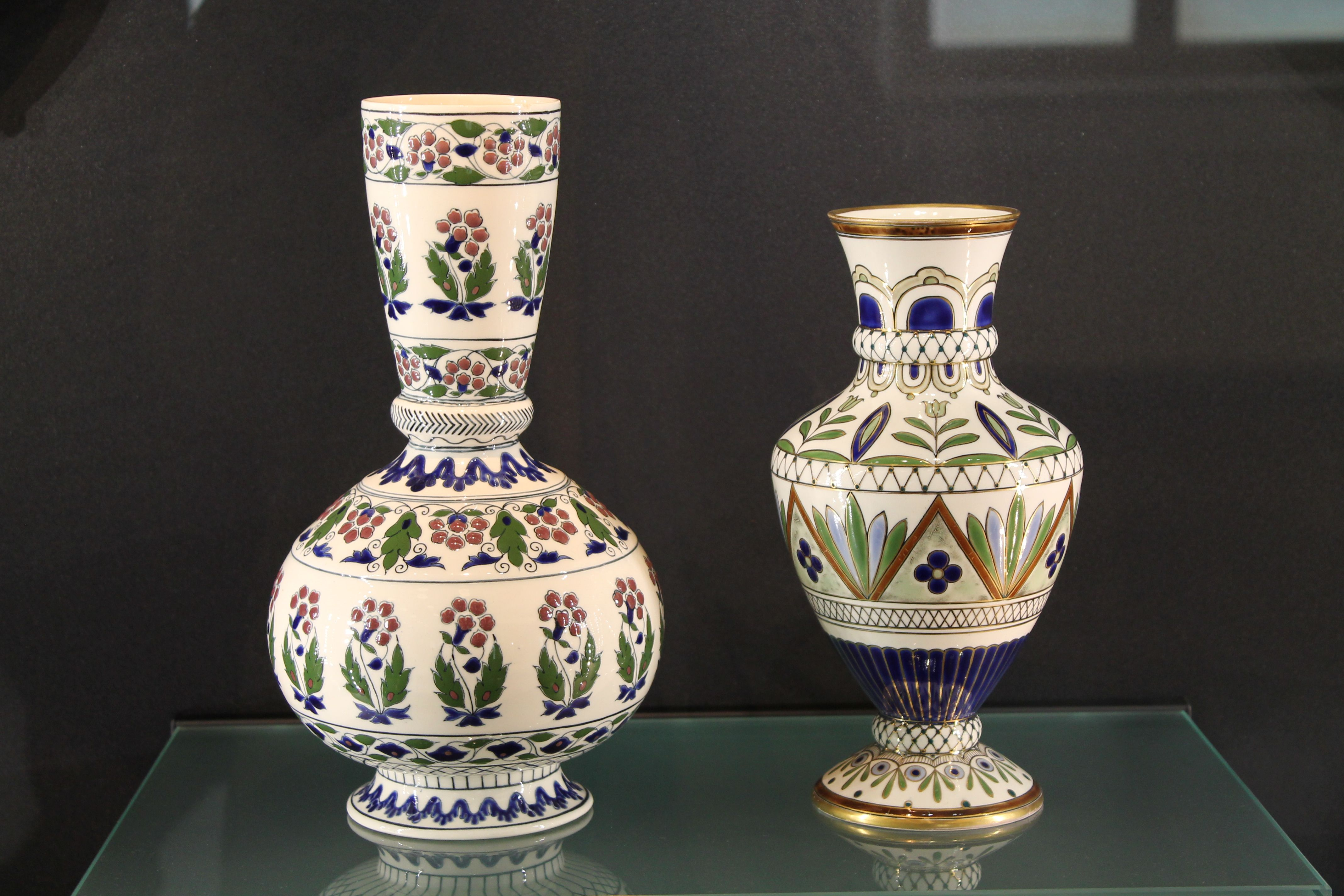
„Indus” vázák az 1870-es évek végéről, Gyugyi-gyűjtemény
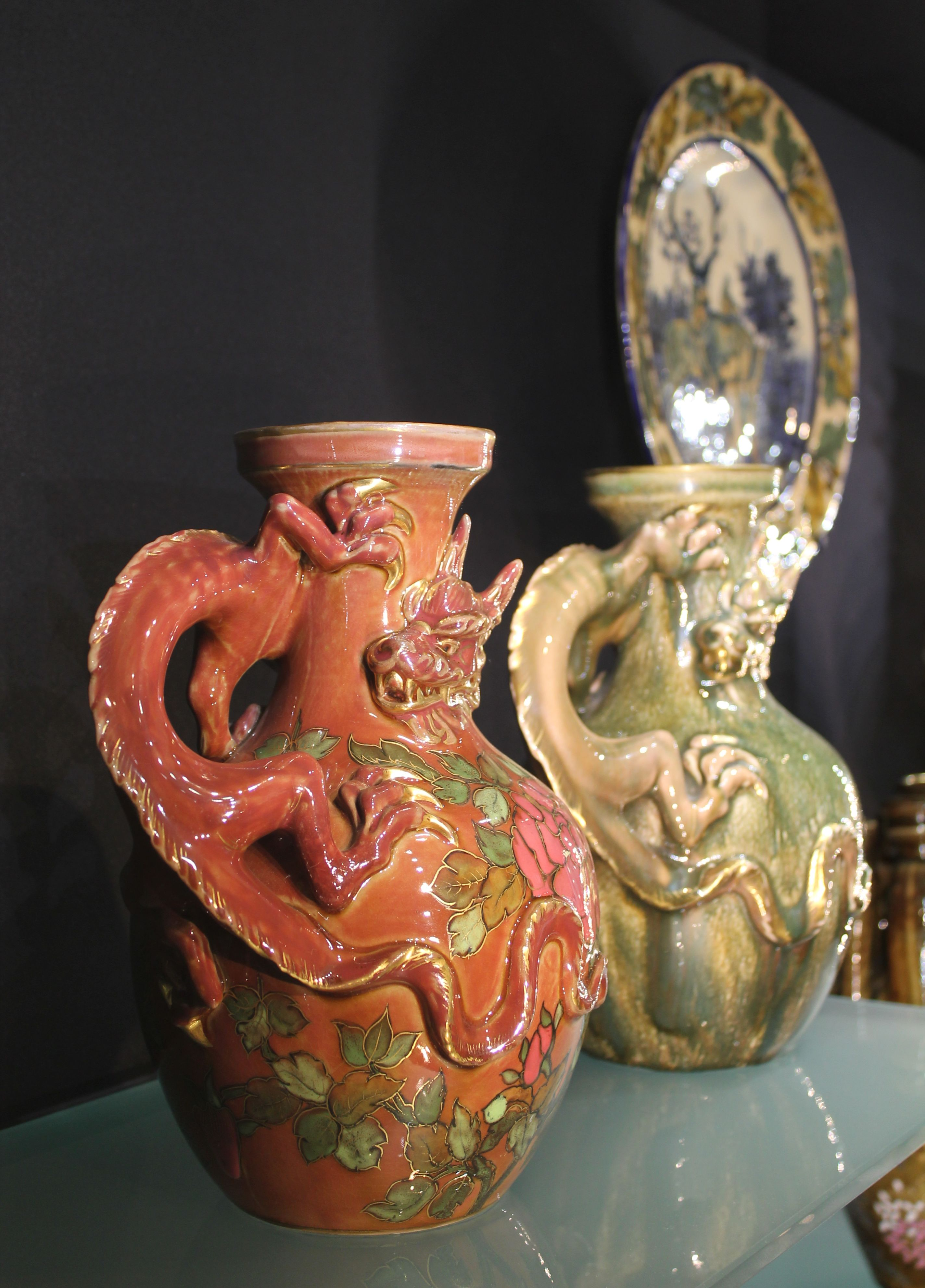
Sárkánykorsók. Tervező: Zsolnay Júlia, 1882
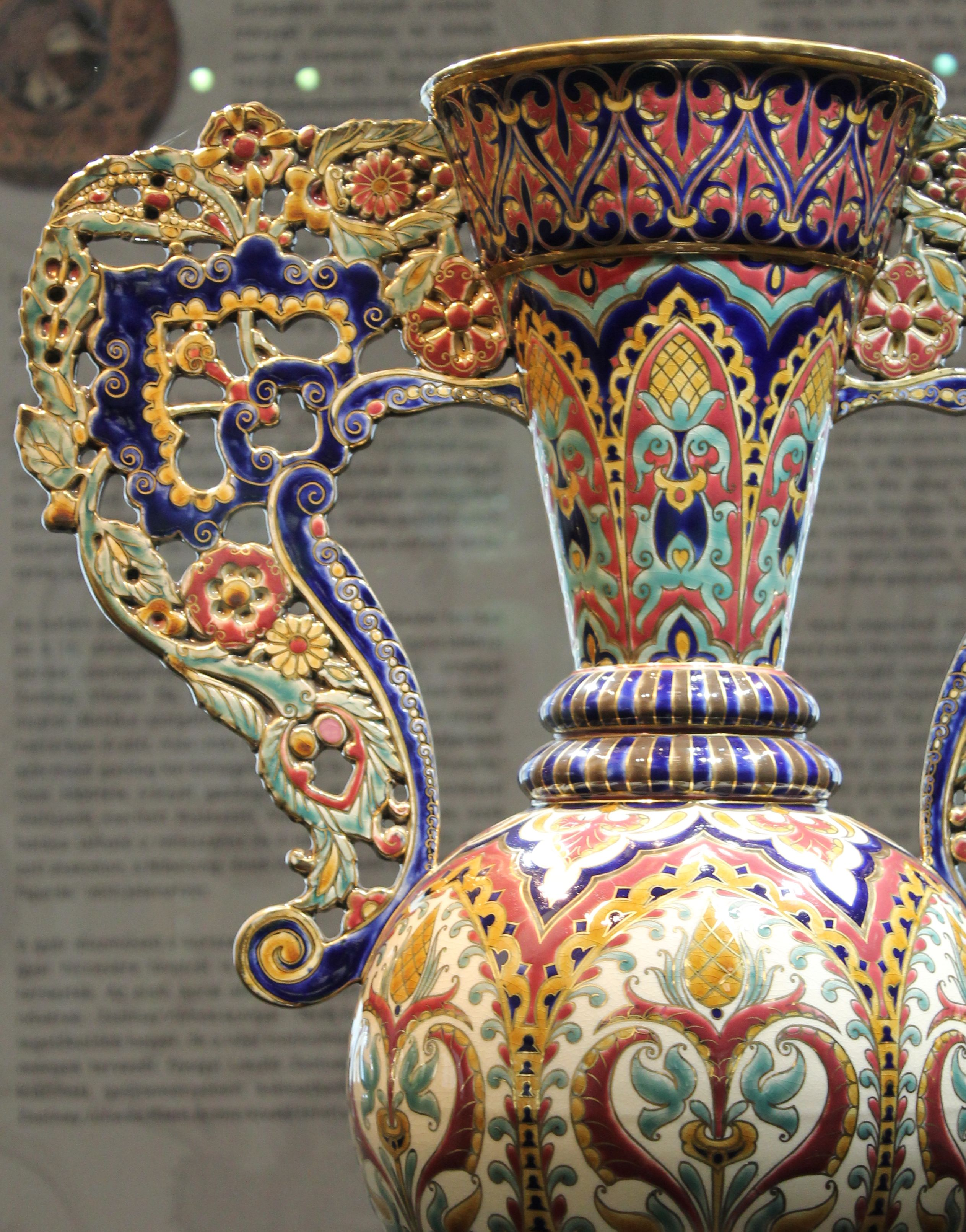
Az Óriás Alhambra váza részlete. Tervező: Sikorski Tádé, 1884
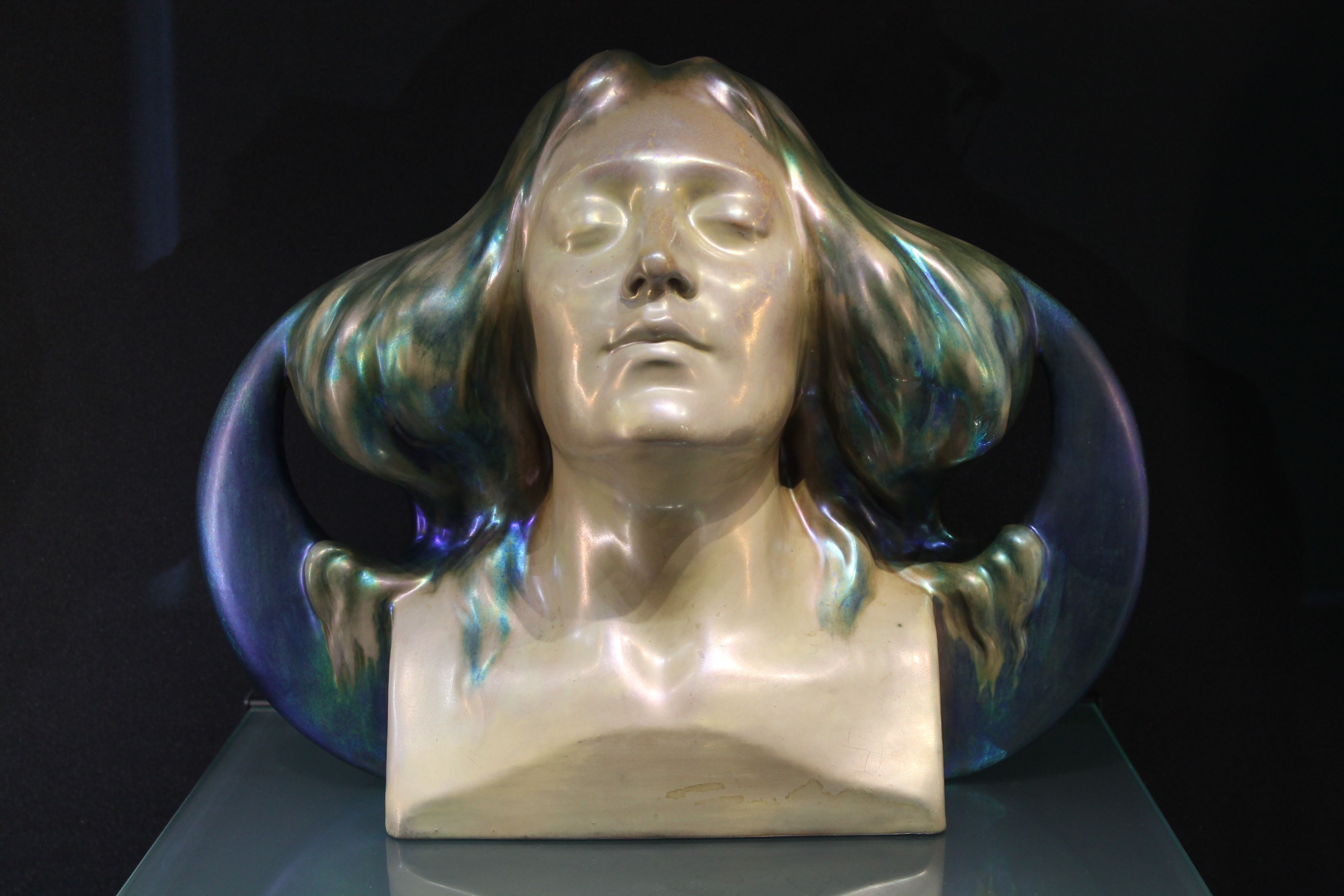
La Luna, allegorikus mellszobor. Tervező: Apáti Abt Sándor, 1899
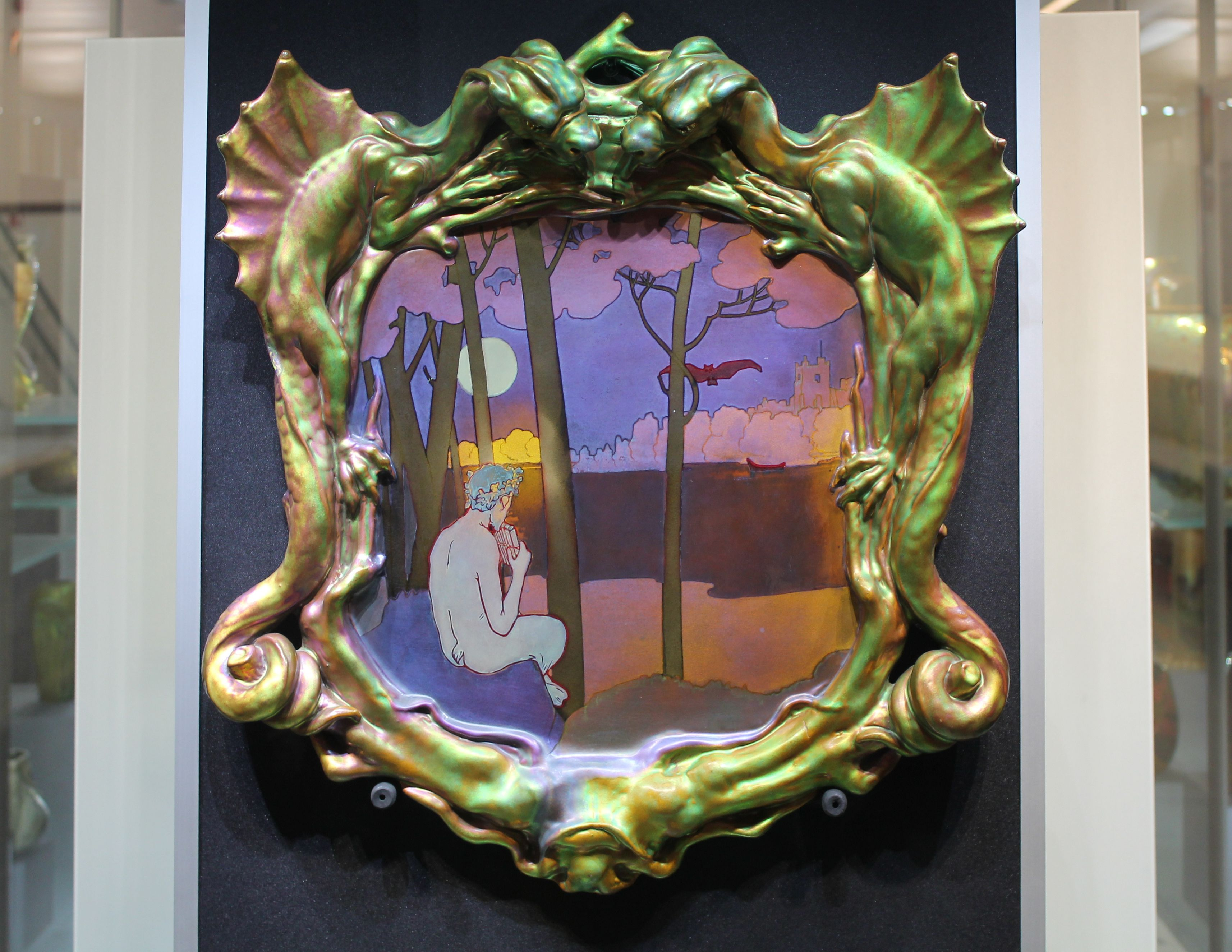
Tájkép muzsikáló Pánnal. Tervező: Hidasi Pilló Sándor és Nikelszky Géza, 1899-1900
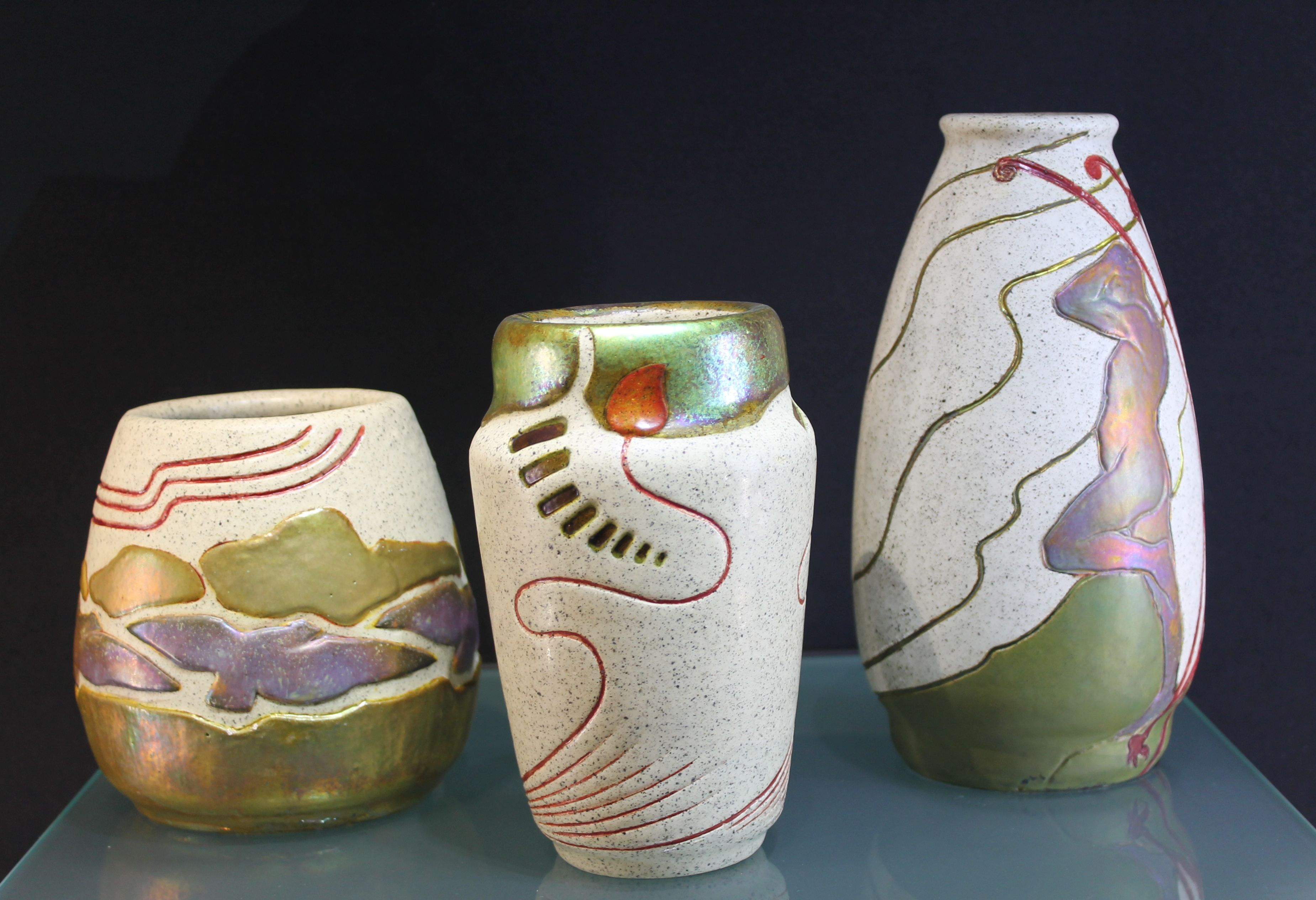
Vázák. Tervező: Apáti Abt Sándor, 1904 körül
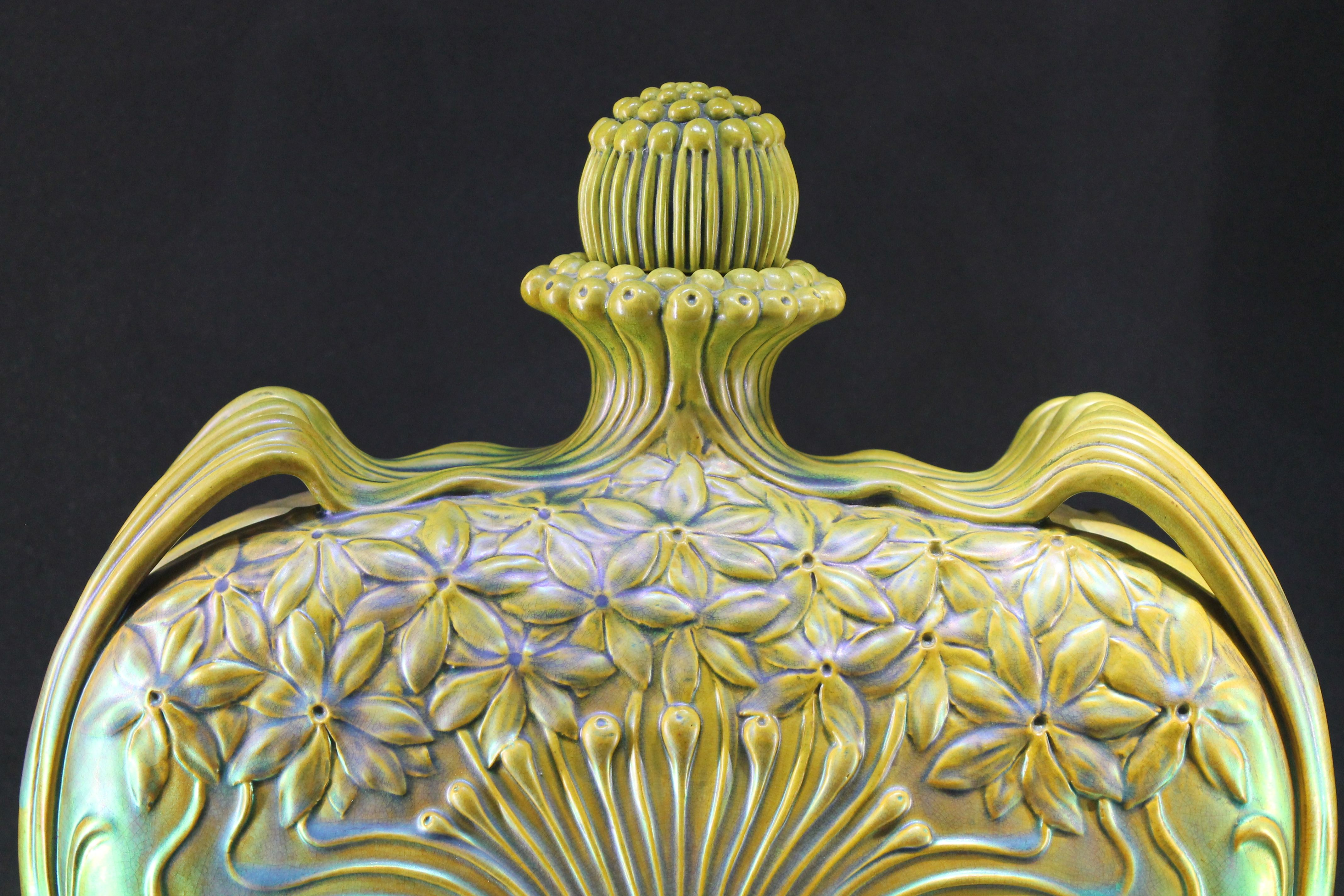
Dísztárgy részlete a Gyugyi-gyűjteményből
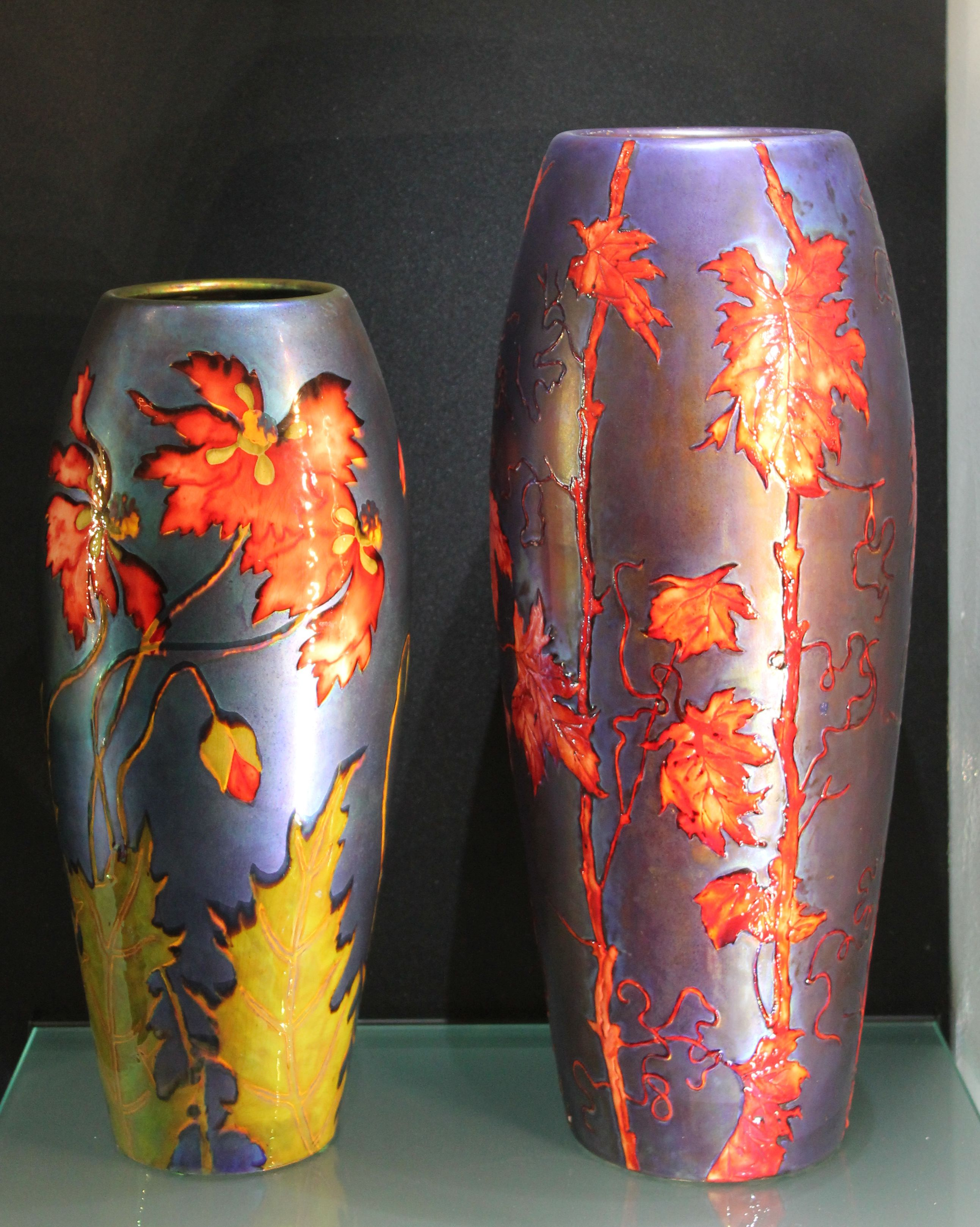
Szecessziós vázák a Gyugyi-gyűjteményből
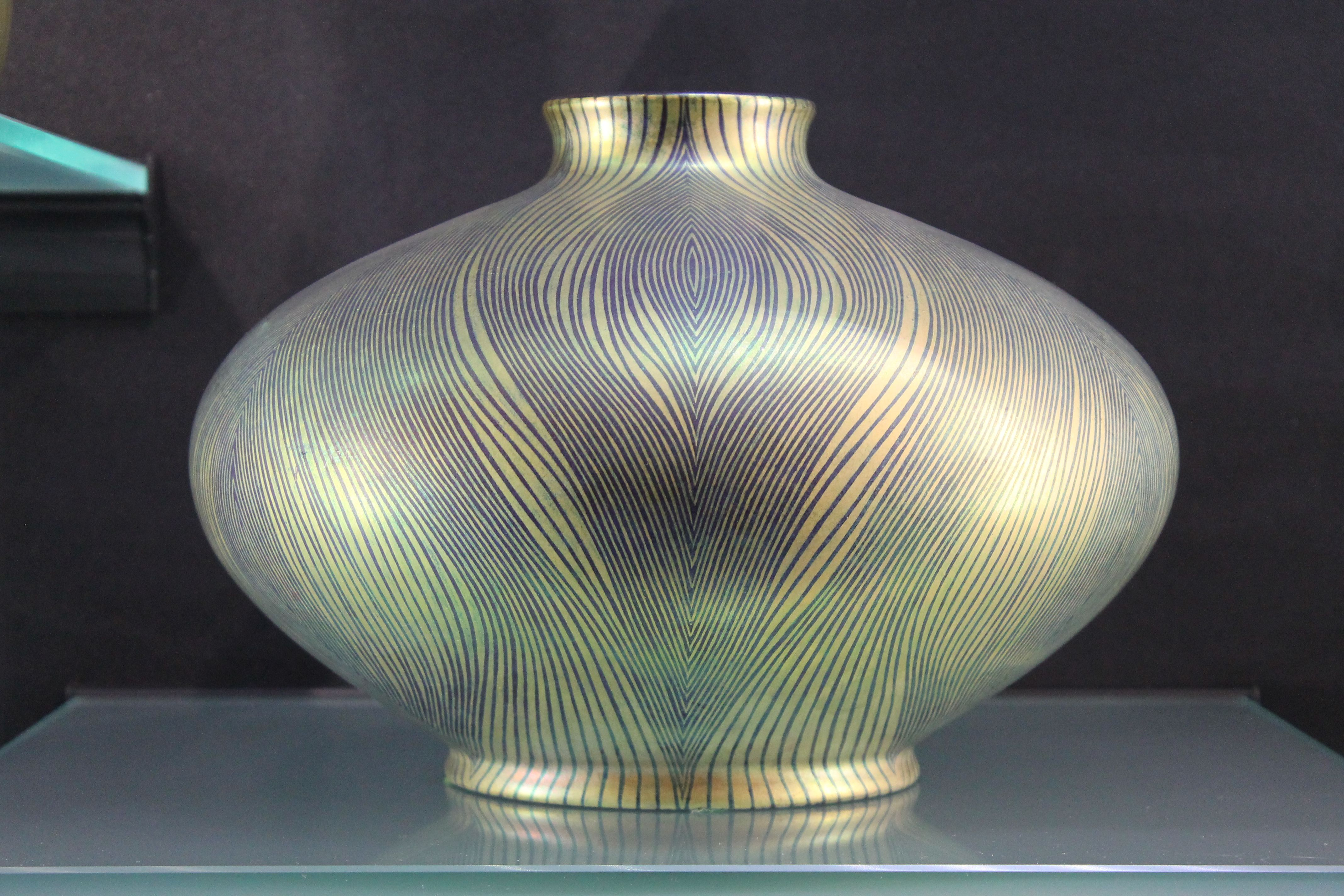
Pávamintás váza a Gyugyi-gyűjteményből
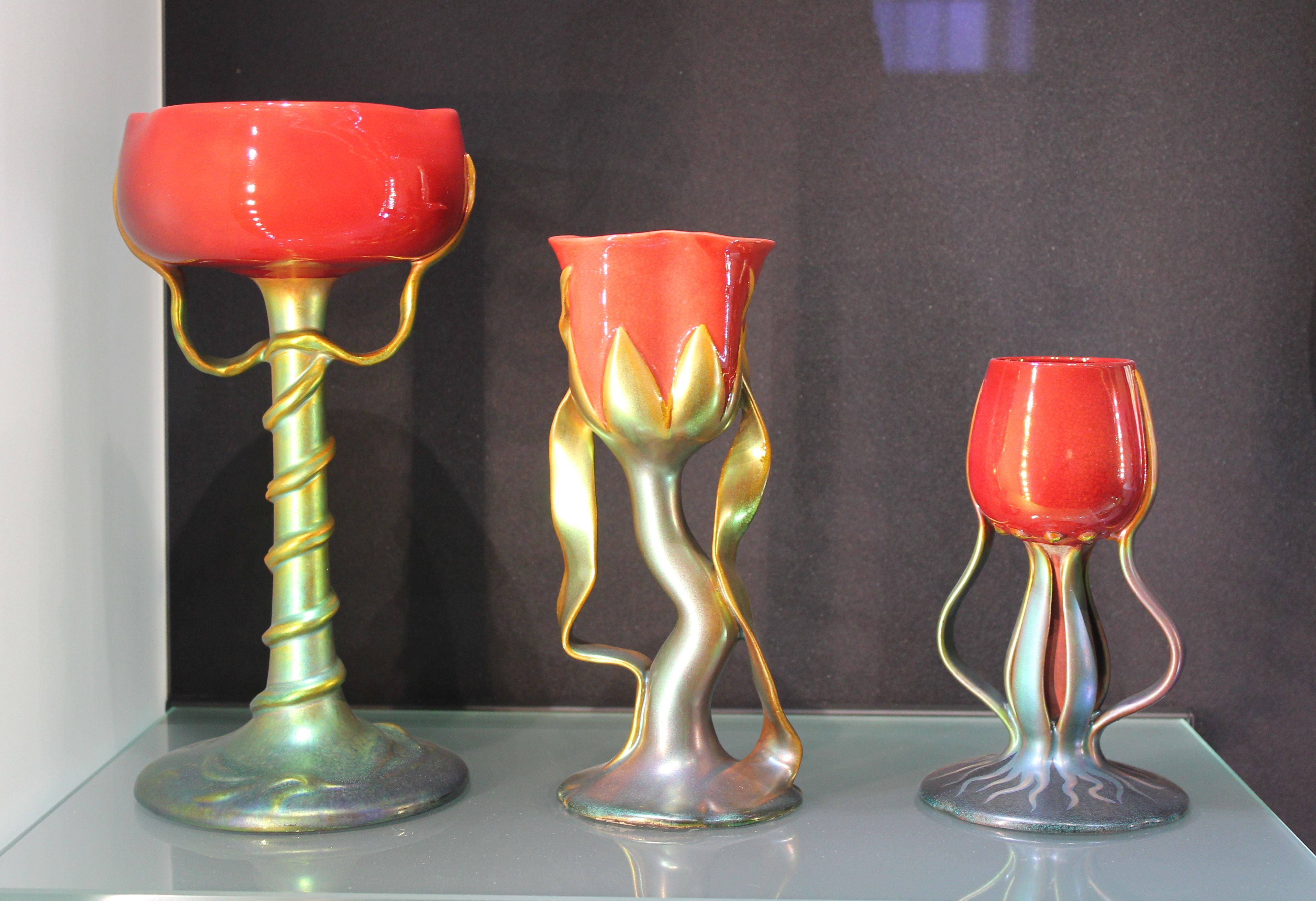
Szecessziós vázák a Gyugyi-gyűjteményből
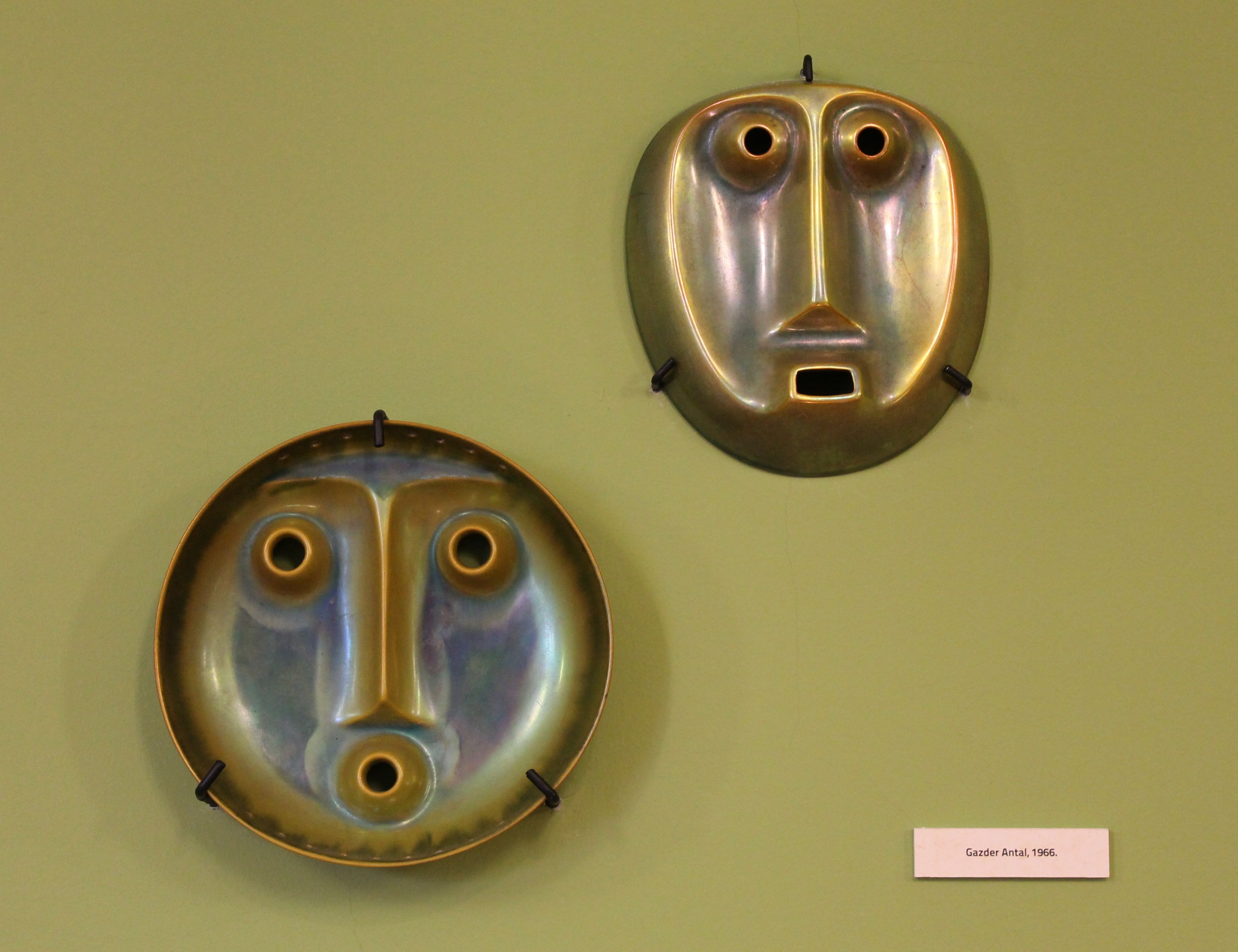
Dísztárgyak a Zsolnay-gyárból. Tervező: Gazder Antal, 1966
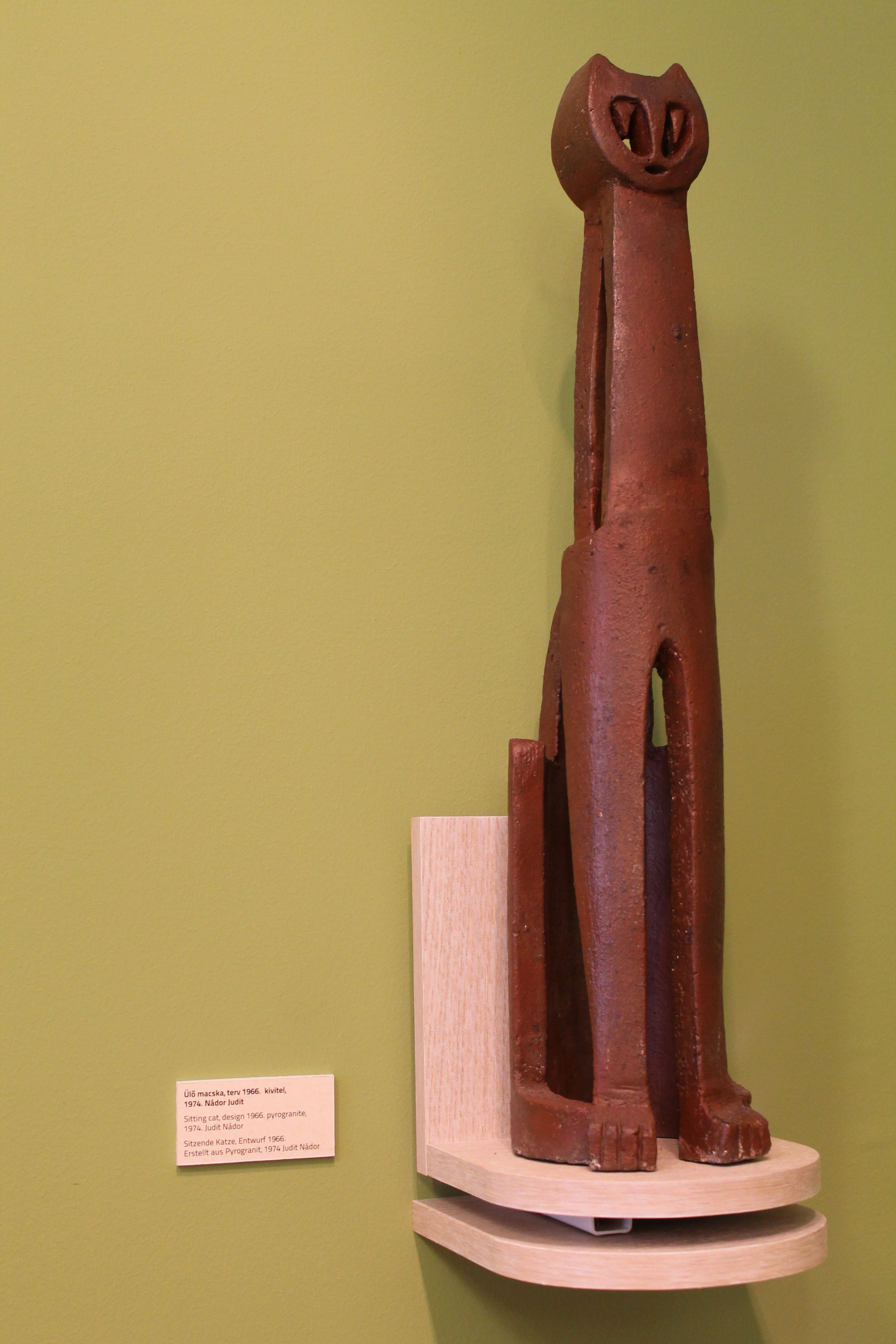
Macskaszobor. Tervező: Nádor Judit (terv: 1966, kivitel: 1974)
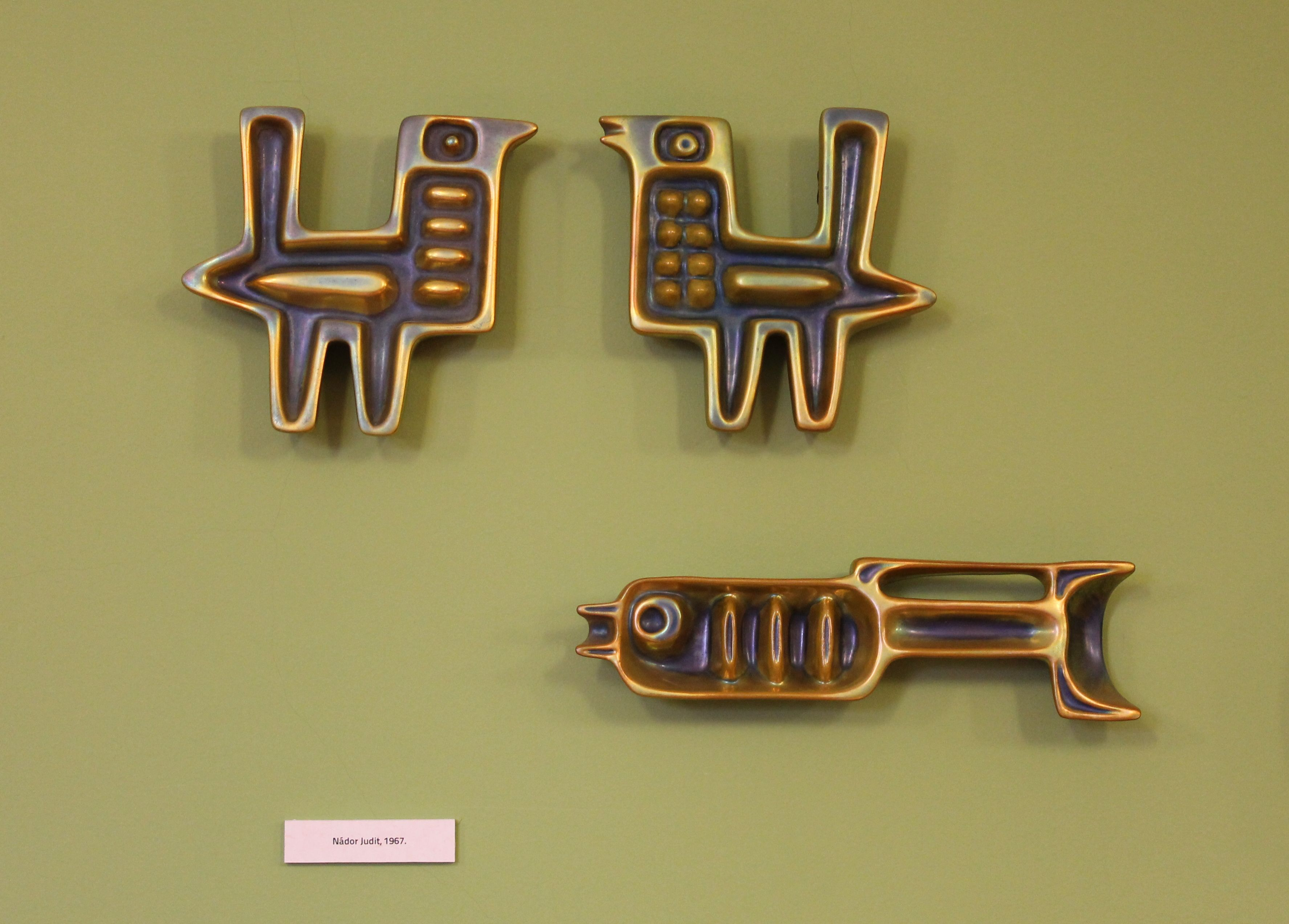
Falidíszek. Terv: Nádor Judit, 1967
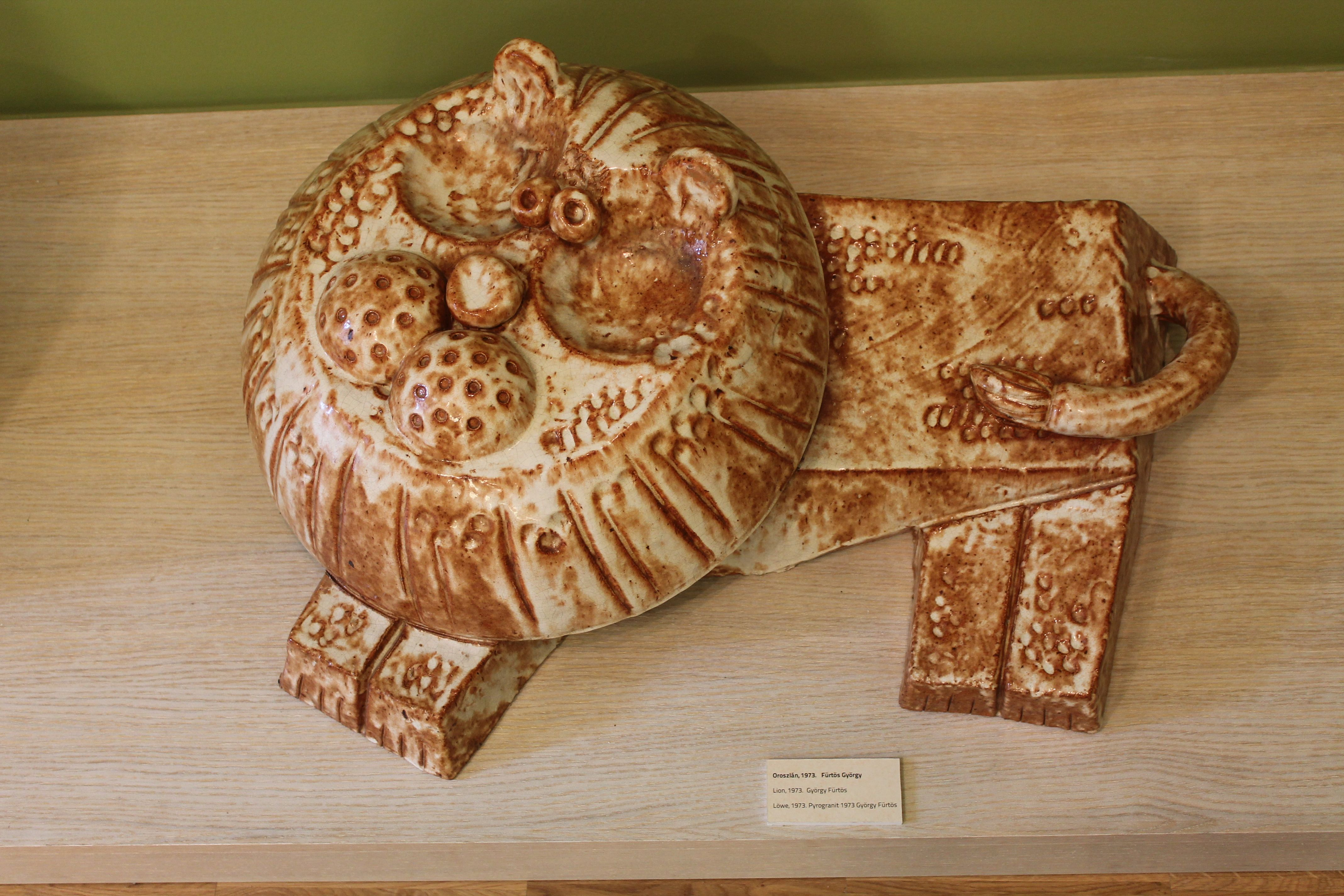
Kerámiaoroszlán. Tervező: Fürtös György, 1973
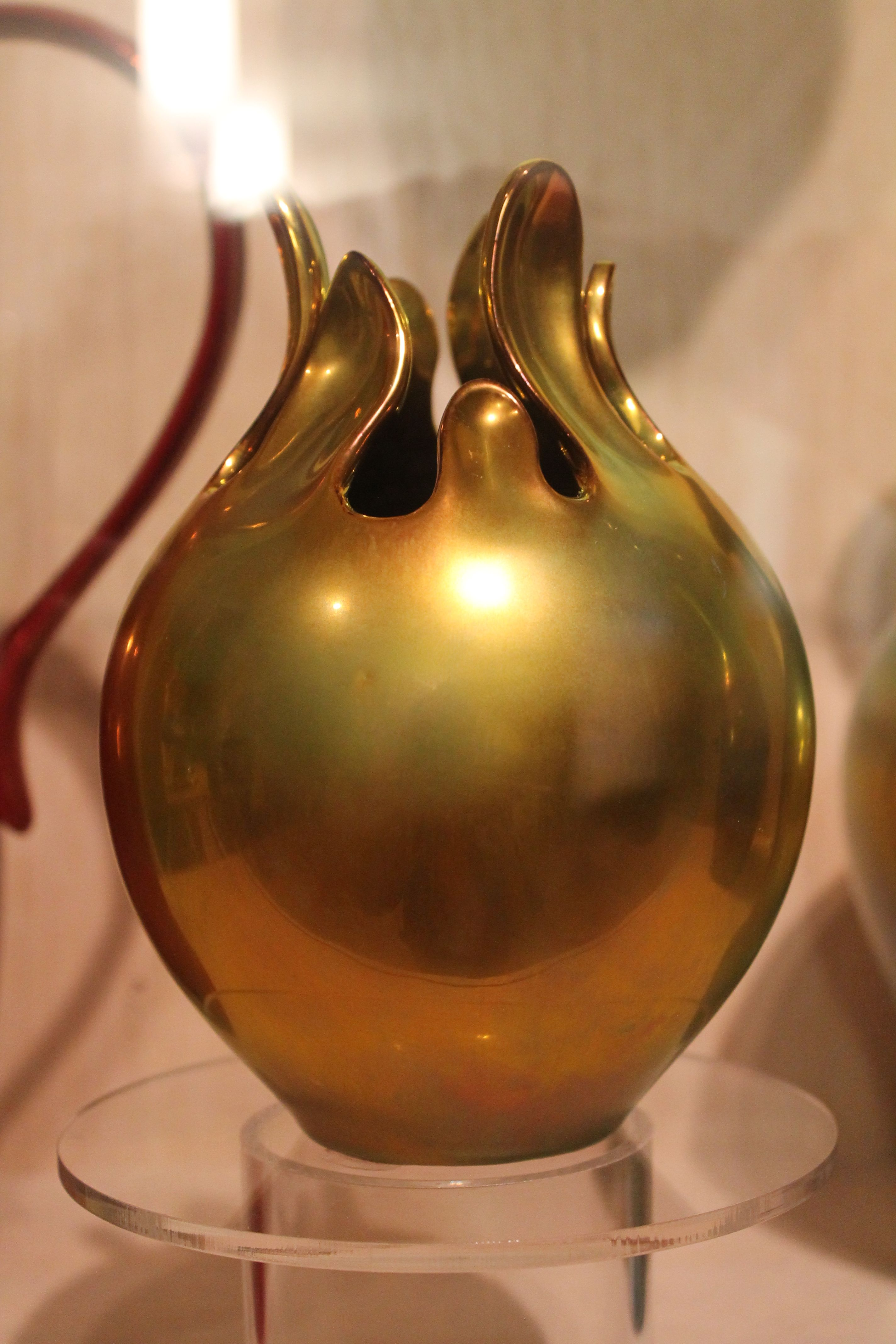
Váza. Tervező: Eva Zeisel
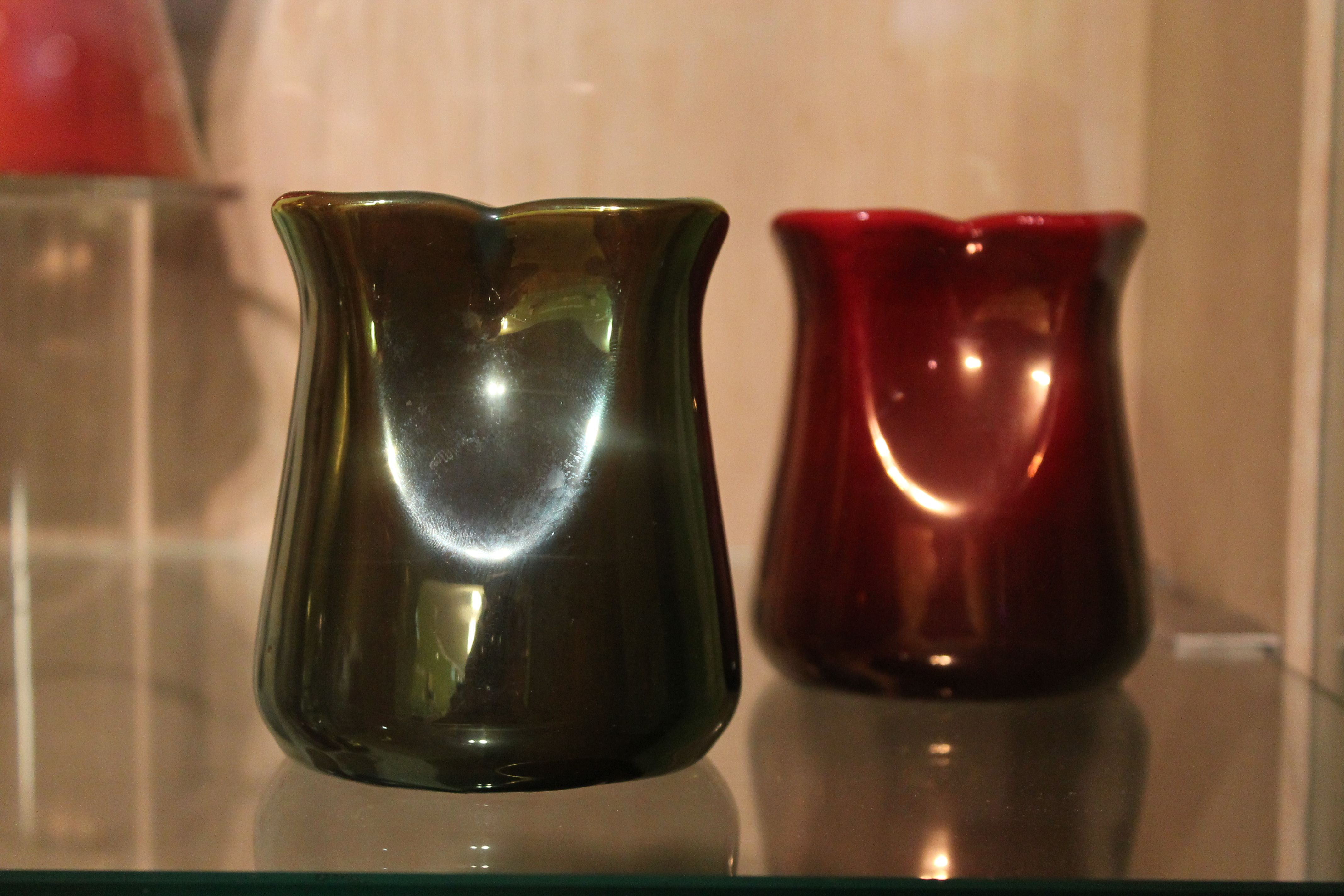
Porcelánvázák. Tervező: Eva Zeisel